# Heppner (Oregon)
Pour les articles homonymes, voir Heppner (homonymie).
La ville de Heppner est le siège du comté de Morrow, situé dans l'Oregon, aux États-Unis.

## Démographie
| Groupe            | Heppner | Oregon | États-Unis |
| ----------------- | ------- | ------ | ---------- |
| Blancs            | 92,5    | 83,7   | 72,4       |
| Métis             | 3,3     | 3,8    | 2,9        |
| Autres            | 2,6     | 5,7    | 6,4        |
| Amérindiens       | 1,2     | 1,4    | 0,9        |
| Asiatiques        | 0,3     | 3,7    | 4,8        |
| Afro-Américains   | 0,2     | 1,8    | 12,6       |
| Total             | 100     | 100    | 100        |
|                   |         |        |            |
| Latino-Américains | 3,7     | 11,8   | 16,7       |

En 2000, le revenu moyen par habitant était de 16 729 dollars avec 13,9 % vivant sous le seuil de pauvreté.

## Source
- (en) Cet article est partiellement ou en totalité issu de l’article de Wikipédia en anglais intitulé « Heppner, Oregon » (voir la liste des auteurs).

1. ↑  (en) « Heppner, OR Population - Census 2010 and 2000 », sur censusviewer.com (consulté le 2 mars 2016)
2. ↑  (en) « Population of Oregon - Census 2010 and 2000 », sur censusviewer.com (consulté le 2 mars 2016)